# Deutsches Historisches Museum
Das Deutsche Historische Museum (kurz: DHM) ist ein Museum für deutsche Geschichte im Berliner Ortsteil Mitte. Das  Zeughaus ist derzeit zwecks Sanierung geschlossen; der Pei-Bau ist regulär geöffnet. Das barocke Zeughaus steht am Boulevard Unter den Linden und der moderne Pei-Bau an der Straße Hinter dem Gießhaus. Das DHM versteht sich als Ort „zur Stärkung historischer Urteilskraft, an dem übergreifende philosophische, ethische und historische Fragen verhandelt werden“ und ist eines der meistbesuchten Museen der Stadt.

## Geschichte

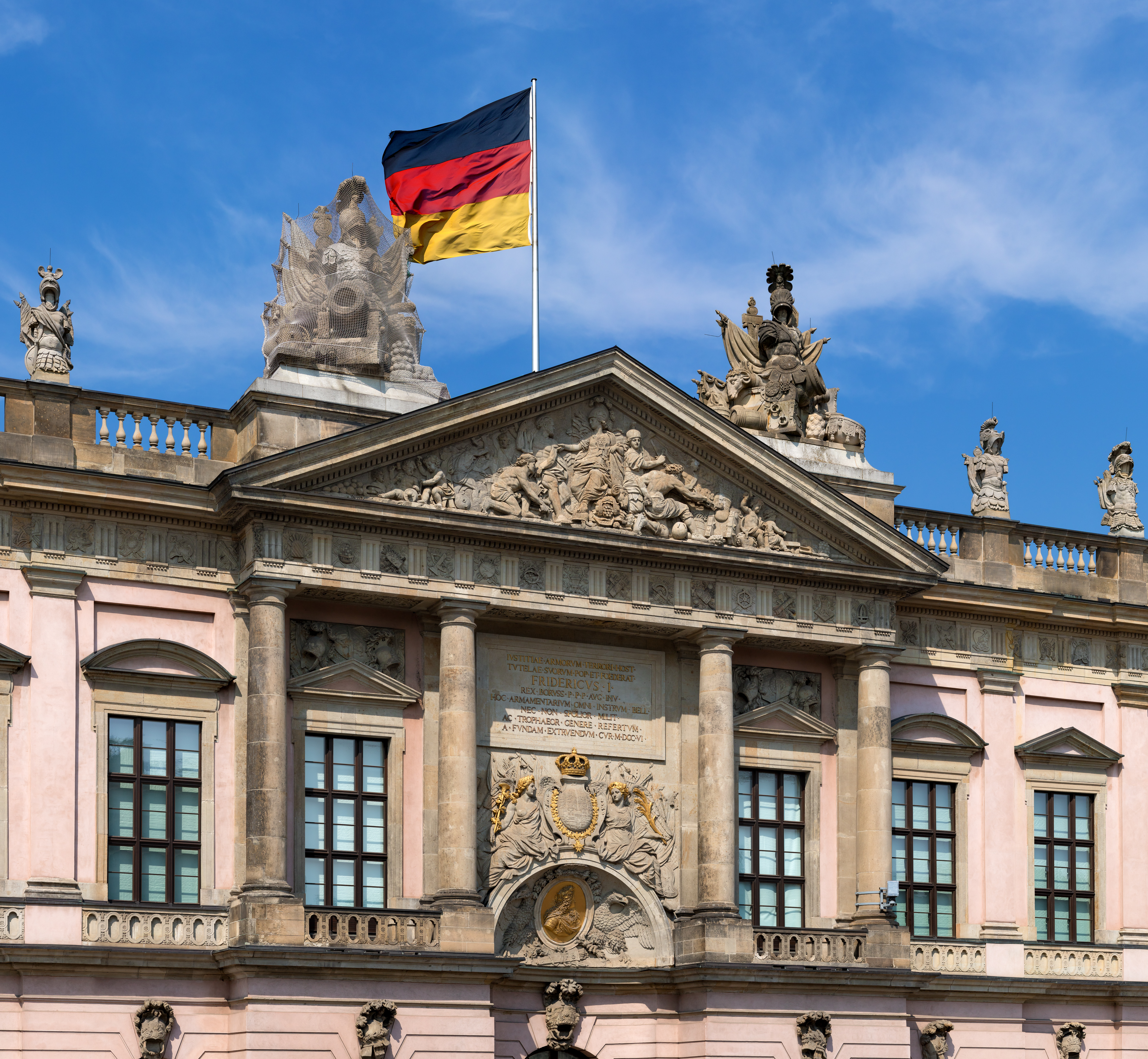
Fassadendetail des Zeughauses, 2015

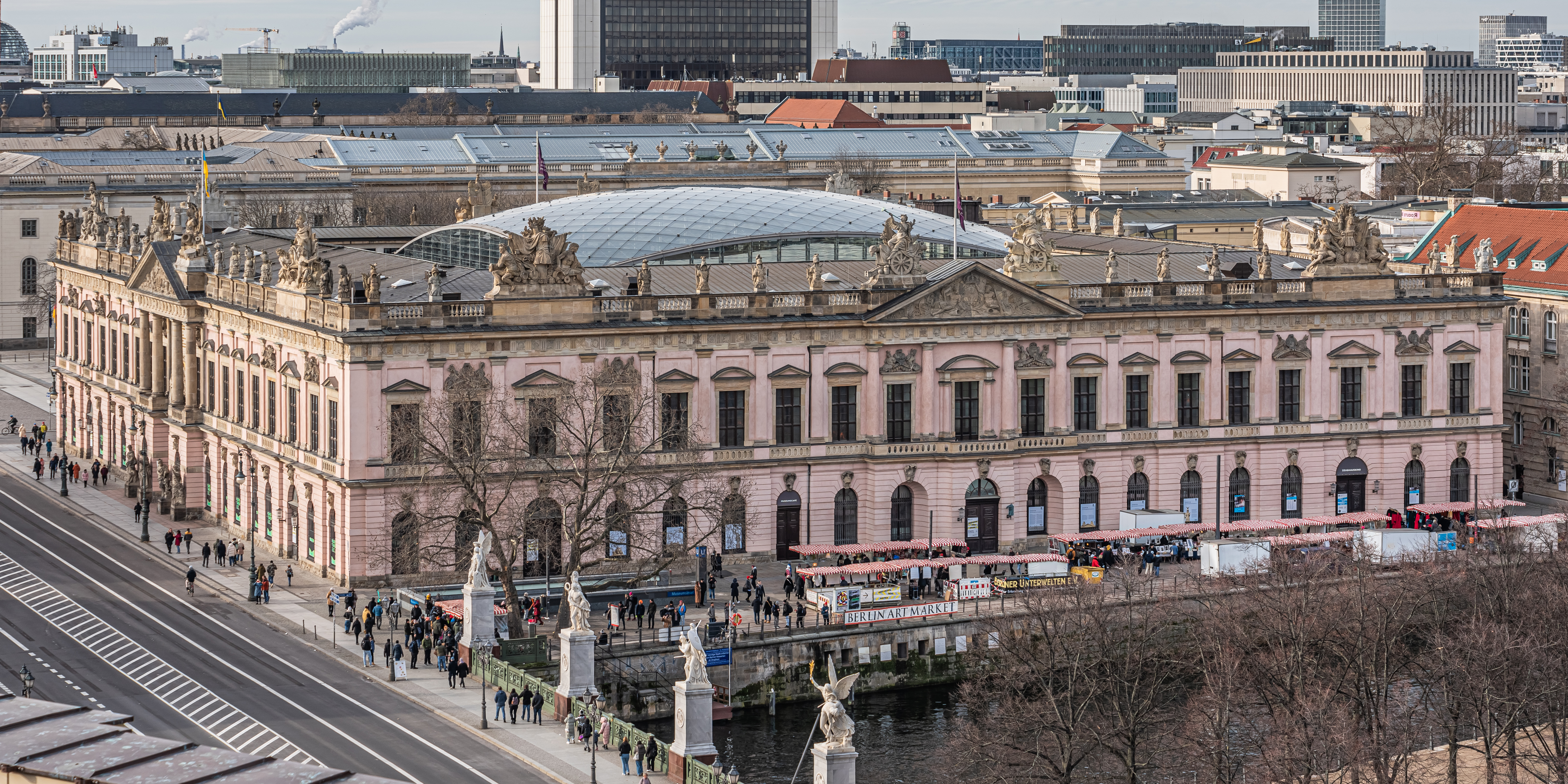
Luftbild, 2023

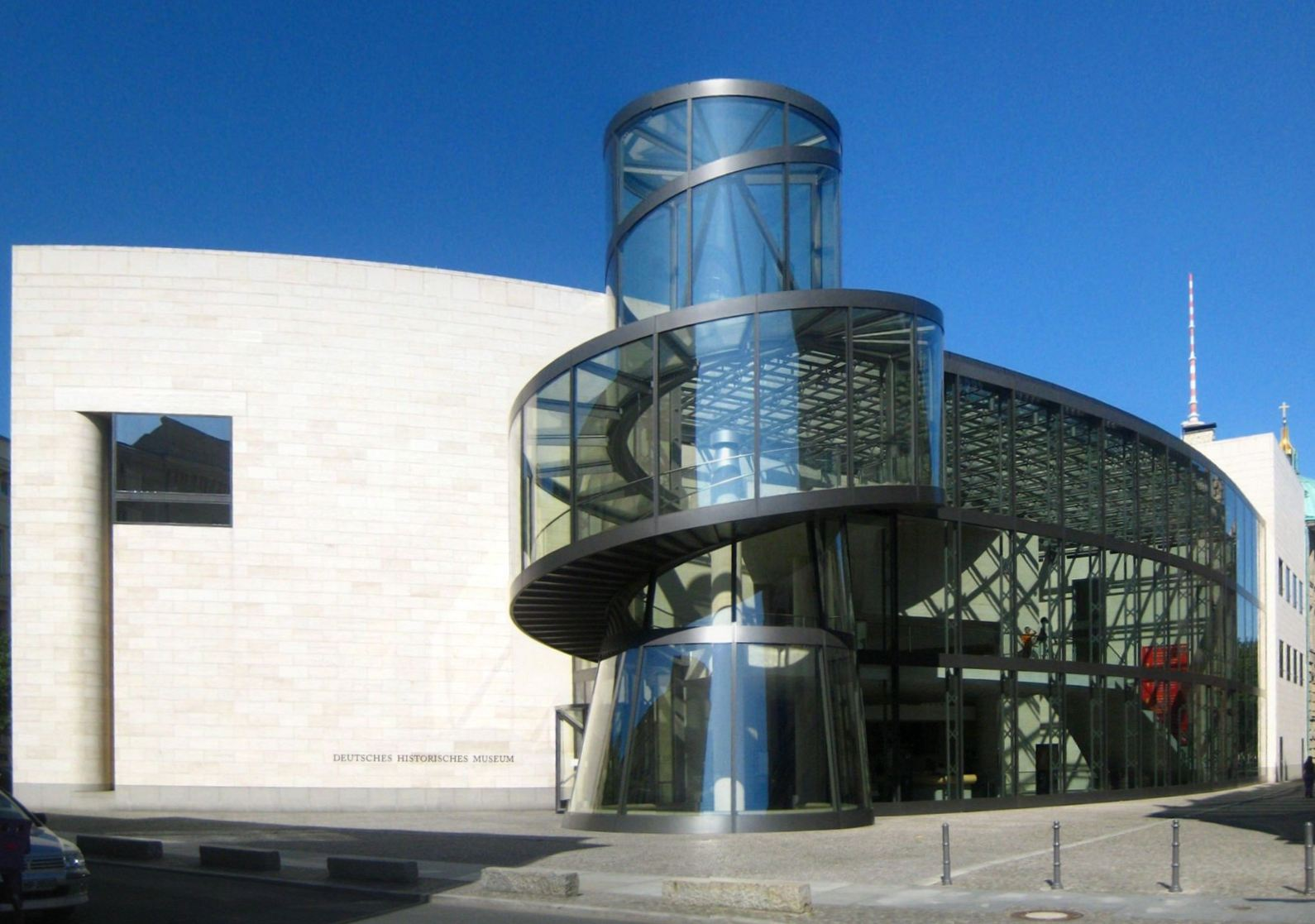
Erweiterungsbau des DHM von Ieoh Ming Pei, 2009

Gegründet wurde das Museum anlässlich der 750-Jahr-Feier Berlins am 28. Oktober 1987 im Reichstagsgebäude im damaligen West-Berlin. Nach dem großen Erfolg der Preußen-Ausstellung „Preußen – Versuch einer Bilanz“, die 1981 im Martin-Gropius-Bau gezeigt worden war, beauftragte der damalige Regierende Bürgermeister von West-Berlin, Richard von Weizsäcker, vier prominente Historiker – Hartmut Boockmann, Eberhard Jäckel, Hagen Schulze und Michael Stürmer – mit der Erarbeitung einer Denkschrift, die im Januar 1982 unter dem Titel Deutsches Historisches Museum in Berlin vorlag. Das Vorhaben wurde intensiv von Bundeskanzler Helmut Kohl unterstützt, der die Gründung eines Deutschen Historischen Museums (DHM) in Berlin in seiner Rede zur Lage der Nation, die er vor dem Deutschen Bundestag am 27. Februar 1985 hielt, als „eine nationale Aufgabe von europäischem Rang“ bezeichnete. Eine aus 16 führenden Historikern, Kunsthistorikern und Museumsdirektoren bestehende Sachverständigenkommission erarbeitete 1985/1986 die Konzeption für das Museum und stellte sie in öffentlichen Anhörungen 1986 zur Diskussion. Die Schlussfassung wurde inhaltliche Grundlage der Museumsgründung. Deutsche Geschichte im internationalen Zusammenhang darzustellen, wurde zum Kern der Museumsaufgabe. Multiperspektivische Sichtweisen sollen Verständnis für die Sicht der Anderen ermöglichen, um so in der Zeit der Internationalisierung des Alltagslebens und der Globalisierung von Wirtschaft und Arbeit, Geschichte und Kultur auf höherem Niveau zu reflektieren. Am 1. September 1986 teilte der Berliner Senat mit, dass der Standort des geplanten Deutschen Historischen Museums neben der Kongresshalle entstehen soll. Am 28. Juli 1987 wurde der Gesellschaftervertrag zwischen der Bundesrepublik Deutschland und dem Land Berlin zur Errichtung der Deutschen Historischen Museum-Gesellschaft als vorläufige Trägerschaft mit beschränkter Haftung unterzeichnet.
Ursprünglich sollte der Spreebogen in der Nähe des Reichstages der Standort des Museums werden. Den hierfür ausgeschriebenen Architekturwettbewerb gewann 1988 der italienische Architekt Aldo Rossi. 1989 veränderte der Fall der Mauer aber die Planungen: Mit dem Tag der deutschen Wiedervereinigung am 3. Oktober 1990 übertrug die Bundesregierung dem DHM Sammlung und Grundstück des damaligen Museums für Deutsche Geschichte, das bereits im September 1990 von der letzten DDR-Regierung dem Direktor des DHM unterstellt worden war. So wurde das Zeughaus von 1695 – das älteste Gebäude Unter den Linden – der Sitz des Deutschen Historischen Museums. Im September 1991 wurden die ersten Ausstellungen im Zeughaus gezeigt.
Kurz nach seiner Gründung begann der Sammlungsaufbau. Einen ersten Querschnitt präsentierte seit Dezember 1994 die Dauerausstellung Bilder und Zeugnisse der deutschen Geschichte mit mehr als 2000 Exponaten. Zwischen 1994 und 1998 wurde die Fassade des Zeughauses nach historischen Grundlagen saniert. Das Zeughaus wurde 1998 geschlossen und bis 2003 durch das Architekturbüro Winfried Brenne saniert. Der Zeughaushof, der Innenhof mit den Masken von Andreas Schlüter, erhielt im Zuge des zwischen 1998 und 2003 errichteten Neubaus der Ausstellungshalle des Architekten Ieoh Ming Pei wieder eine gläserne Überdachung. Seit 2003 ist der Neubau als Ausstellungshalle für Sonderausstellungen mit einer Fläche von 2700 Quadratmetern auf vier Etagen geöffnet. Die ständige Ausstellung Deutsche Geschichte in Bildern und Zeugnissen im Zeughaus wurde am 2. Juni 2006 von Bundeskanzlerin Angela Merkel eröffnet.
Seit dem 30. Dezember 2008 wird das DHM von der Stiftung Deutsches Historisches Museum getragen, einer rechtsfähigen bundesunmittelbaren Stiftung des öffentlichen Rechts. Diese ist auch Träger der Stiftung Flucht, Vertreibung, Versöhnung. Im Jahr 2015 verzeichnete das DHM 810.000 Besucher. Seit der Eröffnung der Dauerausstellung 2006 schwankt die jährliche Besucherzahl um 800.000.
Seit Juni 2021 ist das Zeughaus wegen Renovierung und Erarbeitung der neuen ständigen Ausstellung geschlossen. Es muss u. a. die Klimatechnik erneuert werden. Der Erweiterungsbau des DHM von I. M. Pei ist weiterhin geöffnet. Ein Termin für den Abschluss der Sanierung ist nicht absehbar (Stand: 2024).

## Leitung
Generaldirektoren des Museums bzw. Präsidenten der Stiftung:
- 1987–1999: Christoph Stölzl
- 2000–2011: Hans Ottomeyer
- 2011–2016: Alexander Koch
- seit 1. April 2017: Raphael Gross

## Ausstellungen

### Dauerausstellung
Im Zeughaus war die ständige Ausstellung „Deutsche Geschichte in Bildern und Zeugnissen“ auf 8000 Quadratmetern bis zum 27. Juni 2021 zu sehen. Für notwendige Instandsetzungen und die Erneuerung der ständigen Ausstellung ist diese geschlossen.

### Sonderausstellungen
(auszugsweise)
Die vier Etagen der Ausstellungshalle von Ieoh Ming Pei werden im Wesentlichen für die Sonderausstellungen des Museums genutzt.
- 26. Januar bis 3. April 2016: Kunst aus dem Holocaust. 100 Werke aus der Gedenkstätte Yad Vashem
- bis 14. Mai 2017: Deutscher Kolonialismus. Fragmente einer Geschichte und Gegenwart
- 12. April bis 5. November 2017: Der Luthereffekt (gezeigt im Martin-Gropius Bau)
- 23. Juni bis 31. Oktober 2017: Die Erfindung der Pressefotografie. Aus der Sammlung Ullstein 1894–1945
- 18. Oktober 2017 bis 15. April 2018: 1917. Revolution. Russland und Europa (in Kooperation mit dem Schweizerischen Nationalmuseum)[10]
- 23. März bis 4. November 2018: Sparen. Geschichte einer deutschen Tugend
- 13. Juni 2018 bis 6. Januar 2019: Europa und das Meer
- 21. November 2019 bis 19. April 2020: Wilhelm und Alexander von Humboldt
- 27. März 2020 bis 18. Oktober 2020: Hannah Arendt und das 20. Jahrhundert
- 18. Juni 2021 bis 9. Januar 2022: Documenta. Politik und Kunst
- 27. August bis 5. Dezember 2021: Die Liste der „Gottbegnadeten“. Künstler des Nationalsozialismus in der Bundesrepublik
- 10. Februar bis 21. August 2022: Karl Marx und der Kapitalismus
- 25. Februar bis 27. März 2022: Gamestation: Leipzig ’89 – Revolution reloaded
- 08. April bis 11. September 2022: Richard Wagner und das deutsche Gefühl
- 01. Juli 2022 bis 15. Januar 2023: Staatsbürgerschaften. Frankreich, Polen, Deutschland seit 1789
- 09. Dezember 2022 bis 11. Januar 2026: Roads not Taken. Oder: Es hätte auch anders kommen können
- 10. Februar 2023 bis 29. Mai 2023: Fortschritt als Versprechen. Industriefotografie im geteilten Deutschland
- 07. Juli 2023 bis 2. Juni 2024, Pei-Bau, 1. Obergeschoss: Wolf Biermann. Ein Lyriker und Liedermacher in Deutschland.

## Sammlungen

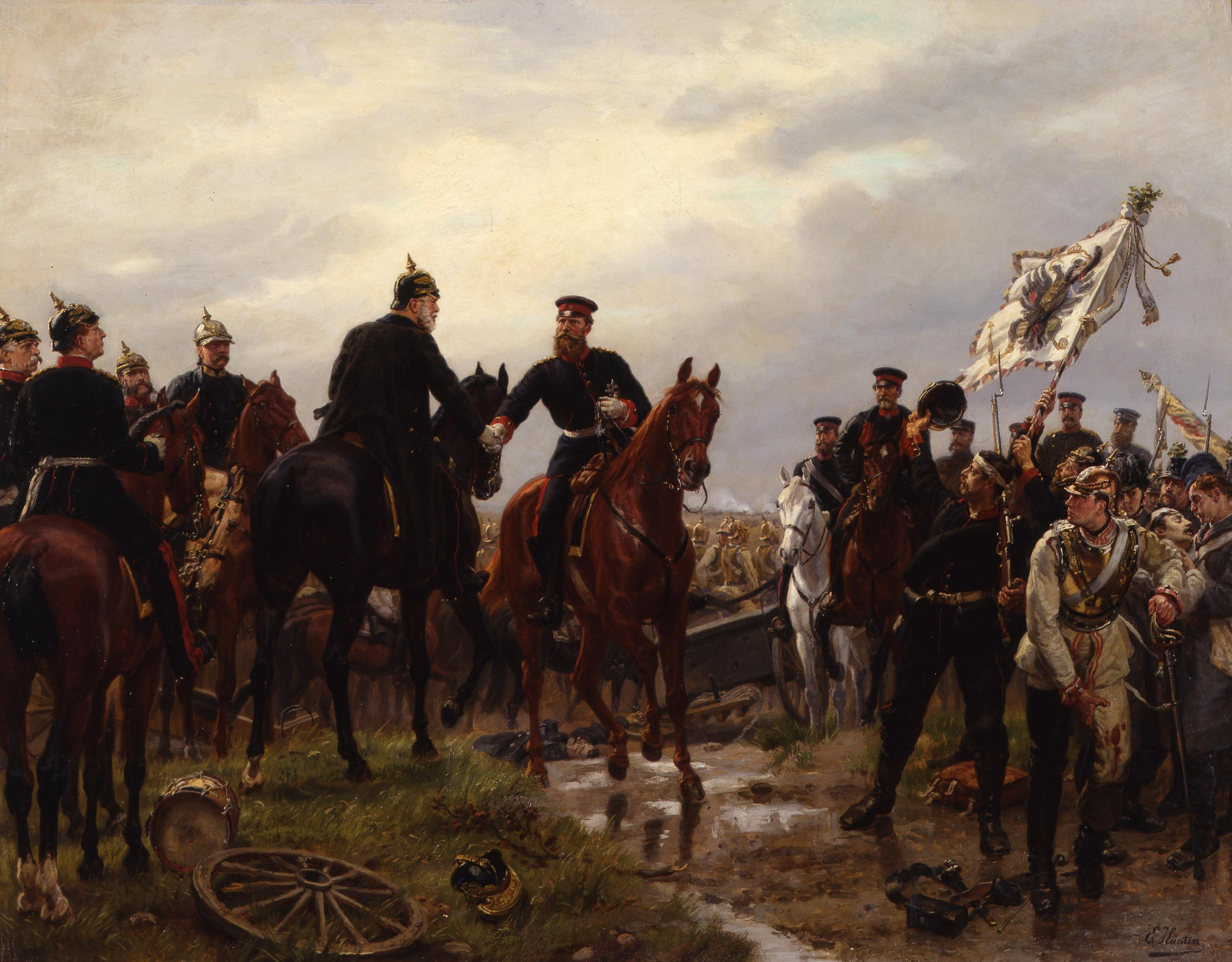
Gemälde Schlacht bei Königgrätz
von Emil Hünten

(Stand: Dezember 2016)
Alltagskultur mit folgenden TeilbereichenAbzeichen, Alltagsgeschichte, Landwirtschaft, Politik, Religiosa, Spielzeug, Technik- und Medizingeschichte, Tonträger, Zivilkleidung und Textilien: ca. 130.000 Objekte
Handschriften – Alte und wertvolle Druckeca. 35.000 Objekte
Angewandte Kunst und GraphikKunstgewerbe, Skulpturen bis 1900, Graphik: ca. 10.300 Objekte
BilderPlakate, Fotosammlung, Bildarchiv, Postkarten: ca. 300.000 Objekte
DokumenteHistorische Primärquellen und Dokumente vom frühen Mittelalter bis zum Beginn des Ersten Weltkriegs (9. Jh. bis 1914), Dokumente ab 1900, Numismatik: ca. 284.000 Objekte
Filmarchivca. 900 Objekte
KunstGemälde bis 1900, Gemälde und Skulpturen ab 1900: ca. 3.680 Objekte
MilitariaAlte Waffen und Rüstungen, militärische Geräte, Uniformen, Fahnen, Orden und Ehrenzeichen, Militaria-Grafik: ca. 30.000 Objekte

## Multaka – Treffpunkt Museum
Seit 2015 finden unter dem Titel „Multaka – Treffpunkt Museum“ Führungen zur Vermittlung von kunstgeschichtlichen Zusammenhängen für Arabisch und Persisch sprechende Besucher statt. „Multaka“ (arabisch: Treffpunkt) steht dabei als Bezeichnung für den pädagogisch vermittelten Austausch verschiedener kultureller und historischer Erfahrungen von Geflüchteten und anderen Besuchern aus Ländern des Vorderen Orients mit den Ausstellungen in Berliner Museen. Dabei vermittelt der interkulturelle Dialog mit den Besuchern deren jeweilige Sichtweisen auf die historischen Zusammenhänge der Kulturobjekte und darüber hinaus auf das eigene Verständnis vom kulturellen Erbe ihres Heimatlandes.

## Weitere Einrichtungen

### Kino
Das Zeughauskino mit seinen 165 Plätzen ist integraler Bestandteil des Deutschen Historischen Museums und befindet sich im Zeughaus. Seine vorrangigen Ziele verknüpfen historische und filmgeschichtliche Fragestellungen zu einem Programm, das neben ausstellungsbegleitenden Reihen vor allem durch thematische Retrospektiven gekennzeichnet ist.

### Bibliothek
Die wissenschaftliche Spezialbibliothek zur deutschen und allgemeinen Geschichte sowie zum Museumswesen besitzt etwa 250.000 Bände, davon 13.000 Bände Rara, 40.000 Bände Zeitschriften und Zeitungen, 5.000 Bände Militaria und 15.000 Museumskataloge. Die öffentliche Präsenzbibliothek befindet sich im Verwaltungsgebäude des Museums hinter dem Zeughaus, das in den Jahren von 1899 bis 1945 der Preußischen Central-Genossenschaftskasse gehörte und später dem DDR-Staatsbetrieb Minol.

### Bildarchiv
Das Museum stellt die umfassendste Objektdatenbank aller Museen in Deutschland für die Onlinerecherche zur Verfügung. Die Datenbank wird wöchentlich aktualisiert. In ihr werden alle Sammlungsbestände des Museums dokumentiert. Die Datenbank enthält derzeit Angaben zu über 600.000 Objekten und stellt für etwa 70 Prozent dieser Objekte ein digitales Foto bereit. Reproduktionsrechte für kommerzielle und nicht-kommerzielle Nutzungen werden vom Bildarchiv des DHM verwaltet, das branchenübliche Nutzungshonorare berechnet.

### Lebendiges Museum Online (LeMO)
Die Stiftung Deutsches Historisches Museum ist Kooperationspartner des Online-Portals Lebendiges Museum Online (LeMO).

## Filme
- Bauen auf Vergangenheit – I. M. Pei und das königliche Zeughaus. Dokumentarfilm zum Anbau von Ieoh Ming Pei, Buch und Regie: Jeremy JP Fekete, Produktion: rbb/Arte, Deutschland 2006.[20][21]
- Deutsches Historisches Museum Berlin (= Museums-Check. Folge 50). Reportage, 30 Min., Moderation: Markus Brock, Produktion: 3sat. Erstausstrahlung: 22. April 2018.[22]